# Malediwy na Letnich Igrzyskach Olimpijskich 2020
Malediwy na Letnich Igrzyskach Olimpijskich 2020 – występ kadry sportowców reprezentujących Malediwy na igrzyskach olimpijskich, które odbyły się w Tokio w Japonii, w dniach 23 lipca – 8 sierpnia 2021 roku.
Reprezentacja Malediwów liczyła czterech zawodników – dwie kobiety i dwóch mężczyzn, którzy wystąpili w 3 dyscyplinach.
Był to dziewiąty start Malediwów na letnich igrzyskach olimpijskich.

## Reprezentanci

### Badminton
| Zawodnik                       | Konkurencja           | Faza grupowa                           | Faza grupowa | 1/8 finału       | Ćwierćfinały     | Półfinały        | Finał            | Pozycja |
| Zawodnik                       | Konkurencja           | Przeciwnicy Wynik                      | Pozycja      | Przeciwnik Wynik | Przeciwnik Wynik | Przeciwnik Wynik | Przeciwnik Wynik | Pozycja |
| ------------------------------ | --------------------- | -------------------------------------- | ------------ | ---------------- | ---------------- | ---------------- | ---------------- | ------- |
| Fathimath Nabaaha Abdul Razzaq | gra pojedyncza kobiet | He Bingjiao P 0:2 Sorayya Aghaei P 0:2 | 3.           | NQ               | NQ               | NQ               | NQ               | 15.-42. |

### Lekkoatletyka
| Zawodnik     | Konkurencja            | Runda 1  | Runda 1 | Półfinał | Półfinał | Finał    | Finał   | Pozycja |
| Zawodnik     | Konkurencja            | Rezultat | Pozycja | Rezultat | Pozycja  | Rezultat | Pozycja | Pozycja |
| ------------ | ---------------------- | -------- | ------- | -------- | -------- | -------- | ------- | ------- |
| Hassan Saaid | Bieg na 100 m mężczyzn | 10.70    | 4.      | NQ       | NQ       | NQ       | NQ      | -       |

### Pływanie
| Zawodnik            | Konkurencja                 | Eliminacje | Eliminacje | Półfinał | Półfinał | Finał | Finał   | Pozycja |
| Zawodnik            | Konkurencja                 | Czas       | Miejsce    | Czas     | Miejsce  | Czas  | Miejsce | Pozycja |
| ------------------- | --------------------------- | ---------- | ---------- | -------- | -------- | ----- | ------- | ------- |
| Mubal Azzam Ibrahim | 100 m st. dowolnym mężczyzn | 58.37      | 6.         | NQ       | NQ       | NQ    | NQ      | 69.     |
| Aishath Sajina      | 100 m st. klasycznym kobiet | 1:33.59    | 6.         | NQ       | NQ       | NQ    | NQ      | 43.     |